# Kriegsmarinewerft Wilhelmshaven

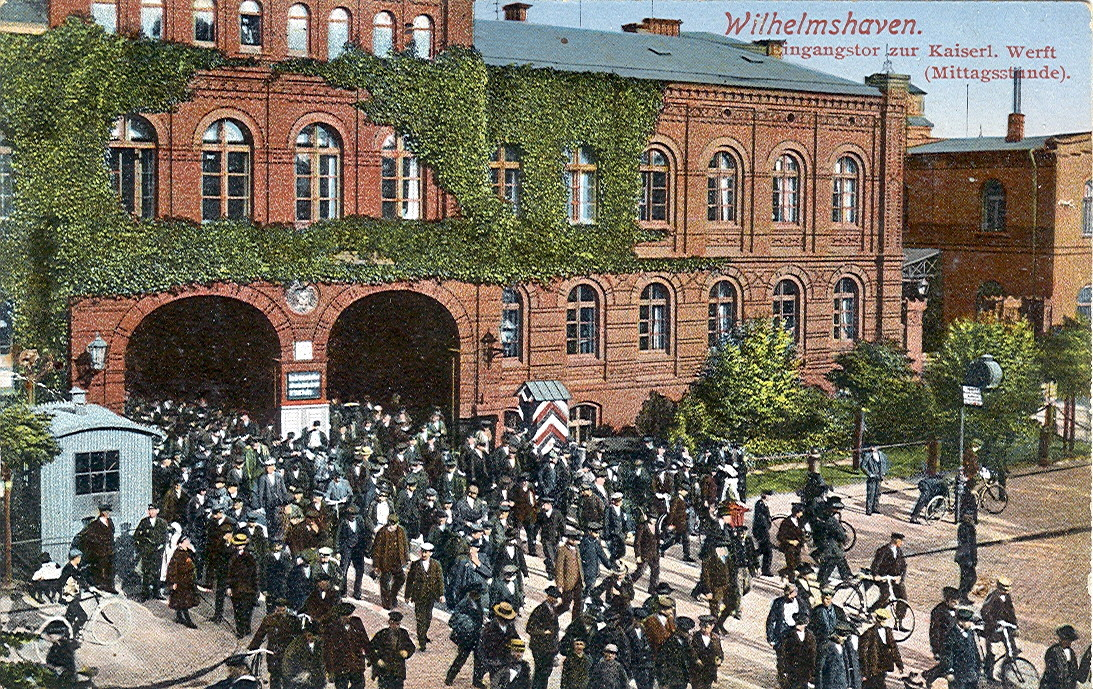
Hoofdingang in 1914

De Kriegsmarinewerft Wilhelmshaven was een Duitse scheepswerf in Wilhelmshaven. Het was de grootste werf van de Duitse marine tijdens de Tweede Wereldoorlog.
De geschiedenis van de werf gaat terug tot 1871 toen de Kaiserliche Werft Wilhelmshaven werd opgericht. Na de Eerste Wereldoorlog werden de werf gesloten, maar werd in 1919 heropend. De werf opereerde eerste onder de naam Reichsmarinewerft Wilhelmshaven en na 1935 kreeg het de naam Kriegsmarinewerft Wilhelmshaven.

## Geschiedenis
In het Verdrag van Versailles was bepaald dat de nieuwe Reichsmarine geen onderzeeboten mocht hebben en ook geen schepen van meer dan 10.000 ton waterverplaatsing, waarbij een uitzondering werd gemaakt voor enkele pre-Dreadnought-type pantserschepen. De vloot was voldoende om een beperkte kustverdedigingstaak uit te voeren.
Ruim vijftien jaar accepteerde Duitsland dit verbod. Na de machtsovername van Hitler in 1933 werden er plannen gemaakt om de marine flink uit te breiden en ook weer om onderzeeboten te gaan produceren. De Reichsmarine werd in 1935 omgedoopt tot Kriegsmarine. In juni 1935 kwam het Brits-Duitse vlootverdrag tot stand, volgens welke het aan Duitsland weer werd toegestaan slagschepen en onderzeeboten te bouwen en de marine tot 35% van de sterkte van de Royal Navy uit te breiden. De uitbreiding van de vloot betekende veel werk voor de werven. In Wilhelmshaven kwam een nieuwe noordelijke scheepswerf met grotere dokken, havenfaciliteiten en de bijbehorende sluizen. In 1935 kreeg het de naam Kriegsmarinewerft Wilhelmshaven.
Voor de oorlog werden diverse grote schepen voor de Kriegsmarine afgeleverd, zoals de lichte kruiser Köln, de zware kruiser Admiral Scheer, het vestzakslagschip Admiral Graf Spee en de slagschepen Scharnhorst en Tirpitz. Tussen 1941 en 1944 leverde de werf 27 onderzeeboten af van het type VII. Met het uitbreken van de oorlog in 1939 kwam de bouw van grote oorlogsschepen grotendeels een einde. De activiteiten beperkten zich tot de bouw van kleinere oorlogsschepen en onderzeeboten en scheepsreparaties.
Het was een belangrijke productielocatie van oorlogsmaterieel en de scheepswerf werd gedurende de oorlog frequent aangevallen door bommenwerpers. Hierbij werd veel schade veroorzaakt en ook onder de burgerbevolking van de stad vielen slachtoffers. De werf bleef, ondanks de schade, gedurende de gehele oorlog in bedrijf. Begin 1945 telde de werf nog altijd 17.000 medewerkers, waaronder ongeveer 2000 gevangenen uit het concentratiekamp Wilhelmshaven en de Gestapo gevangenis Lager Schwarzer Weg.
Op 6 mei 1945 trokken Canadese en Poolse troepen de stad Wilhelmshaven binnen. In de scheepswerf werden beschadigde schepen hersteld die vervolgens aan de geallieerden werden overgedragen. Medio 1946 begon de ontmanteling van de werf, bijna alle gebouwen en faciliteiten werden opgeblazen, afgebroken en verwijderd.
In 1957 werd een deel van het oude terrein in gebruik genomen door de Duitse marine.

## Fotogalerij

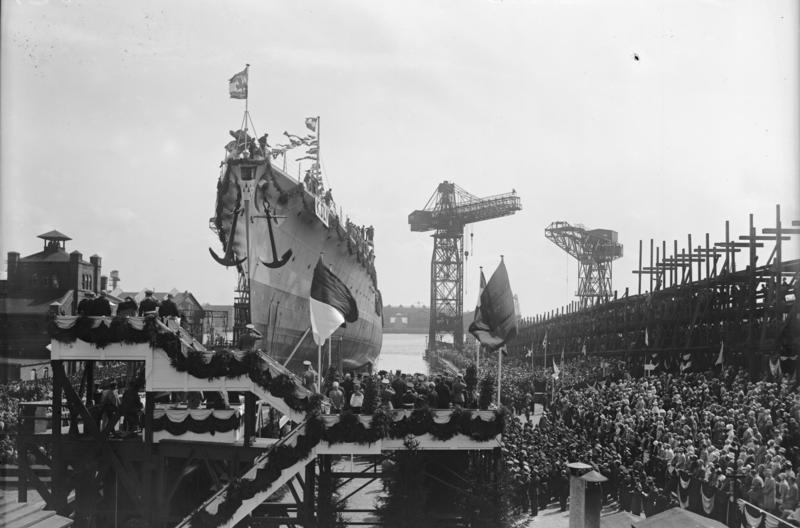
De Köln ligt klaar om gedoopt te worden (1928)
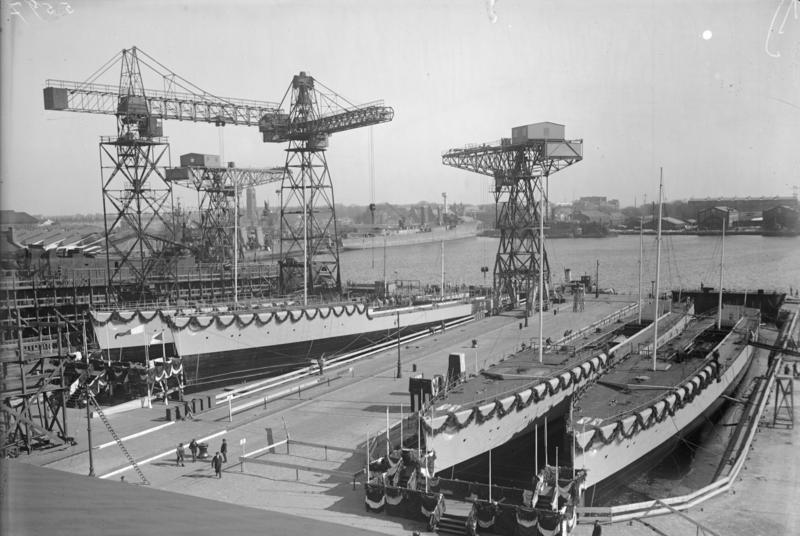
Vier torpedobootjagers van de Raubtierklasse in aanbouw (1928)
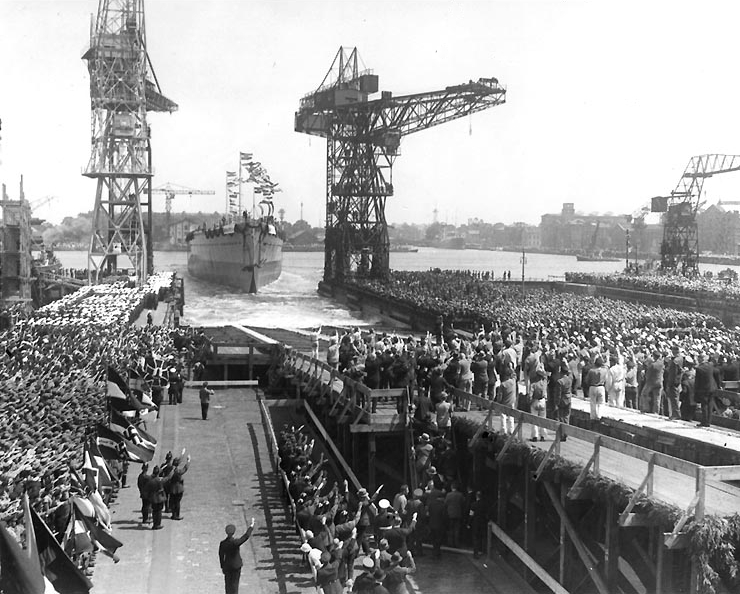
Tewaterlaten van de Admiral Graf Spee in 1934
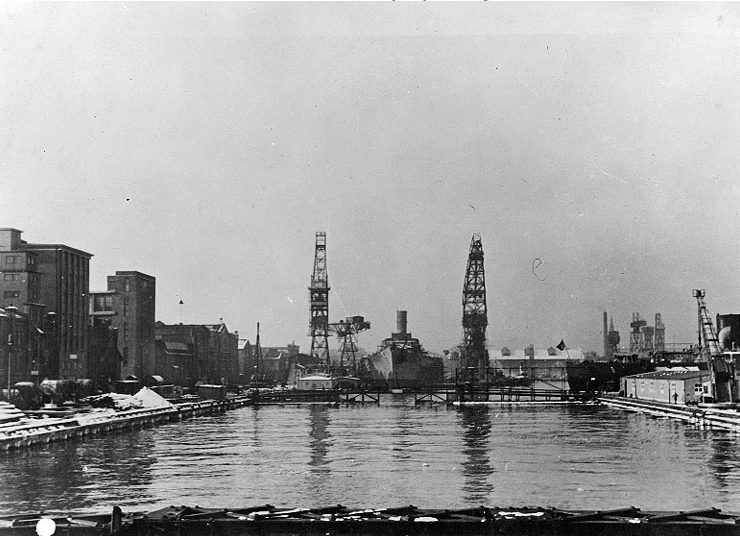
De afbouw van de Tirpitz (1940)

## Naslagwerk
- (de)  G. Koop, K. Galle, F. Klein, Von der Kaiserlichen Werft zum Marinearsenal, Bernard & Graefe Verlag München, 1982, ISBN 3-7637-5252-8

- Virtual International Authority File: 146334501